# Praenotochilus parallelus
Praenotochilus
Genre
Espèce
Praenotochilus parallelus est une espèce fossile d'insecte du sous-ordre des hétéroptères (punaises) de la famille des Rhyparochromidae et de la sous-famille des Rhyparochrominae.
Cette seule espèce, est aussi l'espèce type du genre Praenotochilus, donc le genre est monotypique fossile.

## Classification
L'espèce Praenotochilus parallelus et le genre Praenotochilus sont décrits en 1937 par le paléontologue français Nicolas Théobald (1903-1981) dans sa thèse. Cette espèce est monotypique et est donc aussi l'espèce type. 

### Fossiles
Le spécimen holotype 7 vient de la collection de l'institut géologique de Marseille. Ce spécimen vient des « calcaires en plaquettes de Camoins-les-Bains » qui sont datés du Sannoisien, aujourd'hui dans l'agglomération de Marseille.

### Reclassement
Cette espèce est aussi classée aujourd'hui dans la sous-famille des Rhyparochrominae et la famille des Rhyparochromidae,.

### Étymologie
L'épithète spécifique latine parallelus signifie « parallèle », rappelant la forme cylindrique du corps.

## Description

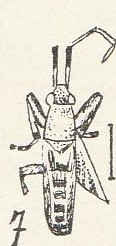
Praenotochilus parallelus interprétation graphique de l'holotype en 1937 selon Nicolas Théobald.

### Caractères
La diagnose de Nicolas Théobald en 1937,: Il s'agit d'un 

« Insecte de couleur brune sur tête, thorax et scutellum, teinte plus claire sur abdomen, pattes et antennes. Tête subtriangulaire, un peu plus large que le bord antérieur du pronotum ; deux yeux ovales faisant saillie sur les bords postérieurs de la tête ; front trapézoïdal, allongé, à peine tronqué à l'avant; antennes plus longues que tête et thorax réunis, quatre articles; le 1er plus long que la tête, à peine élargi et un peu embruni à l'extrémité, le 3e cylindrique et plus court, le 4e un peu renflé et de même longueur que le 3e, tête couverte de ponctuations brunes assez espacées à l'avant, plus serrées à l'arrière. Prothorax de forme presque rectangulaire, côtés latéraux légèrement écartés vers l'arrière, bords antérieurs et postérieurs presque droits ; surface couverte de ponctuations brunes ; scutellum triangulaire, moins long que large, ornementation identique à celle du prothorax. Abdomen subcylindrique, allongé, extrémité apicale arrondie ; teinte brun clair avec taches foncées dues à la face antérieure de l'abdomen qui apparaît par transparence. Pattes I avec fémur renflé, tibia allongé, tarse de 3 articles, le dernier étant élargi ; pattes II manquent, patte III avec cuisse non renflée. Élytre montre une corie et une membrane nettement séparées; corie porte des ponctuations brunes et 4 nervures longitudinales, dont le parcours est voisin de celui du g. Aphanus. ».

### Dimensions
La longueur totale de cet insecte est de 5,25 mm.

### Affinités
« Cet échantillon ressemble par certains caractères aux Pachymerus (Aphanus), dont on connaît un grand nombre d'espèces dans l'Oligocène d'Aix. Il en diffère par son corps plus cylindrique et par ses antennes, dont le premier article est nettement plus long que dans le genre Aphanus. L'échantillon portait une note manuscrite d'Abeille de Perrin -Praenotochilus parallelus Ab.- Il est inédit ; nous avons conservé ce nom pour désigner cette forme appartenant à un genre nouveau. Le genre Praenotochilus appartient à la sous-famille des Aphaninae ; il se place au voisinage du genre  Aphanus. Il présente en particulier des cuisses renflées, une tête subtriangulaire, dont le bord postérieur dépasse le pronotum. Antennes avec quatre articles, dont le premier dépasse la tête et a une longueur égale à celle du deuxième article (caractère qui le distingue du genre Pachymerus). Le corps est oblong. ».

## Biologie
Nicolas Théobald ne propose pas de conclusion environnementale sur l'habitat des échantillons de Camoins, en raison de leur rareté (une dizaine seulement ont pu être déterminés).

### Publication originale
- [1937] Nicolas Théobald, « Les insectes fossiles des terrains oligocènes de France 473 p., 17 fig., 7 cartes,13 tables, 29 planches hors texte », Bulletin Mensuel de la Société des Sciences de Nancy et Mémoires de la Société des sciences de Nancy, Imprimerie G. Thomas,‎ 1937, p. 1-473 (ISSN 1155-1119 et 2263-6439, OCLC 786027547). .